# Eremiaphila nova
Eremiaphila nova è una specie di mantide religiosa appartenente al genere Eremiaphila.